# Thomas Anderson (hockey sur glace)
Pour les articles homonymes, voir Thomas Anderson.
Thomas Linton Anderson (né le 9 juillet 1911 à Édimbourg au Royaume-Uni - mort le 15 septembre 1971 à Sylvan Lake au Canada) est un joueur professionnel de hockey sur glace qui évoluait au poste de défenseur.

## Biographie

### Carrière de joueur
Né en Écosse mais ayant grandi à Drumheller, Alberta au Canada, Tommy Anderson commence sa carrière professionalle en 1930 avec les Arrows de Philadelphie de la Canadian-American Hockey League. En 1934, il rejoint les Red Wings de Détroit de la Ligue nationale de hockey et partage sa saison avec les Olympics de Détroit qui remportent la Ligue internationale de hockey cette année-là. Un an plus tard, il est transféré aux Americans de New York pour lesquels il joue sept saisons. Durant cette période, il fait également plusieurs apparitions en Ligue américaine de hockey sous le chandail des Falcons de Cleveland puis celui des Eagles de New Haven. Le 29 octobre 1939, il participe au Match des étoiles, organisé en mémoire de Babe Siebert. À l'issue de sa dernière saison avec les Americans dont il est le capitaine, il se voit remettre le trophée Hart et est nommé dans la première équipe d'étoiles. À la suite de la cessation d'activités des Americans, il s'engage dans les Forces canadiennes et est stationné à Calgary où il joue pour la Calgary Currie Army en Calgary National Defence Hockey League jusqu'à la fin de la Seconde Guerre mondiale. En 1945, il redevient professionnel avec les Reds de Providence de la LAH. La saison suivante, il joue pour les Wolves d'Hollywood de la Pacific Coast Hockey League avant de raccrocher les patins un an plus tard. Il reprend du service lors de la saison 1950-51 pour les Stampeders de Calgary de la Western Canada Senior Hockey League.

### Carrière d'entraîneur
En 1947, il devient l'entraîneur des Generals d'Oshawa de l'Association de hockey de l'Ontario, poste qu'il occupa durant trois saisons. Pendant la saison 1950-1951, il est l'entraîneur des Hornets de Pittsburgh en LAH où ils s'inclinent en finale face aux Barons de Cleveland. L'année suivante, il est l'entraîneur des Stampeders de Calgary de la PCHL avant d'être remplacé en cours de saison.

## Statistiques

### Statistiques de joueurs
| Saison     | Équipe                 | Ligue       |     | Saison régulière | Saison régulière | Saison régulière | Saison régulière | Saison régulière |   | Séries éliminatoires | Séries éliminatoires | Séries éliminatoires | Séries éliminatoires | Séries éliminatoires |
| Saison     | Équipe                 | Ligue       | PJ  | B                | A                | Pts              | Pun              | PJ               | B | A                    | Pts                  | Pun                  |                      |                      |
| 1929-1930  | Miners de Drumheller   | ASHL        | 16  | 6                | 3                | 9                | 18               | 2                | 0 | 0                    | 0                    | 0                    |                      |                      |
| 1930-1931  | Arrows de Philadelphie | Can-Am      | 38  | 7                | 8                | 15               | 89               | -                | - | -                    | -                    | -                    |                      |                      |
| 1931-1932  | Arrows de Philadelphie | Can-Am      | 25  | 5                | 6                | 11               | 36               | -                | - | -                    | -                    | -                    |                      |                      |
| 1932-1933  | Arrows de Philadelphie | Can-Am      | 45  | 11               | 24               | 35               | 49               | 5                | 2 | 4                    | 6                    | 5                    |                      |                      |
| 1933-1934  | Arrows de Philadelphie | Can-Am      | 40  | 20               | 25               | 45               | 46               | 2                | 0 | 2                    | 2                    | 4                    |                      |                      |
| 1934-1935  | Red Wings de Détroit   | LNH         | 27  | 5                | 2                | 7                | 16               | -                | - | -                    | -                    | -                    |                      |                      |
| 1934-1935  | Olympics de Détroit    | LIH         | 20  | 6                | 9                | 15               | 32               | 5                | 1 | 0                    | 1                    | 2                    |                      |                      |
| 1935-1936  | Americans de New York  | LNH         | 24  | 3                | 2                | 5                | 20               | 5                | 0 | 0                    | 0                    | 6                    |                      |                      |
| 1936-1937  | Americans de New York  | LNH         | 45  | 10               | 15               | 25               | 24               | -                | - | -                    | -                    | -                    |                      |                      |
| 1936-1937  | Falcons de Cleveland   | IAHL        | 4   | 1                | 1                | 2                | 17               | -                | - | -                    | -                    | -                    |                      |                      |
| 1937-1938  | Americans de New York  | LNH         | 45  | 4                | 21               | 25               | 22               | 6                | 1 | 4                    | 5                    | 2                    |                      |                      |
| 1937-1938  | Eagles de New Haven    | IAHL        | 6   | 0                | 0                | 0                | 15               | -                | - | -                    | -                    | -                    |                      |                      |
| 1938-1939  | Americans de New York  | LNH         | 47  | 13               | 27               | 40               | 14               | 2                | 0 | 0                    | 0                    | 0                    |                      |                      |
| 1939-1940  | Americans de New York  | LNH         | 48  | 12               | 19               | 31               | 22               | 3                | 1 | 3                    | 4                    | 0                    |                      |                      |
| 1940-1941  | Americans de New York  | LNH         | 35  | 3                | 12               | 15               | 8                | -                | - | -                    | -                    | -                    |                      |                      |
| 1941-1942  | Americans de Brooklyn  | LNH         | 48  | 12               | 29               | 41               | 54               | -                | - | -                    | -                    | -                    |                      |                      |
| 1942-1943  | Calgary Currie Army    | CNDHL       | 16  | 5                | 11               | 16               | 26               | 5                | 0 | 4                    | 4                    | 6                    |                      |                      |
| 1942-1943  | Calgary Currie Army    | Coupe Allan | -   | -                | -                | -                | -                | 5                | 0 | 2                    | 2                    | 10                   |                      |                      |
| 1943-1944  | Calgary Currie Army    | CNDHL       | 16  | 2                | 6                | 8                | 21               | 2                | 0 | 2                    | 2                    | 2                    |                      |                      |
| 1944-1945  | Calgary Currie Army    | CNDHL       | 11  | 1                | 3                | 4                | 32               | 3                | 0 | 0                    | 0                    | 8                    |                      |                      |
| 1945-1946  | Reds de Providence     | LAH         | 47  | 3                | 17               | 20               | 12               | 2                | 1 | 0                    | 1                    | 0                    |                      |                      |
| 1946-1947  | Wolves d'Hollywood     | PCHL        | 60  | 9                | 22               | 31               | 42               | 7                | 2 | 1                    | 3                    | 6                    |                      |                      |
|            |                        |             |     |                  |                  |                  |                  |                  |   |                      |                      |                      |                      |                      |
| 1950-1951  | Stampeders de Calgary  | WCSHL       | ?   | 25               | 37               | 62               | 28               | -                | - | -                    | -                    | -                    |                      |                      |
| Totaux LNH | Totaux LNH             | Totaux LNH  | 319 | 62               | 127              | 189              | 180              | 16               | 2 | 7                    | 9                    | 8                    |                      |                      |

### Statistiques d'entraîneur
| 1947-1948 | Generals d'Oshawa     | AHO  | 48 | 27 | 8  | 1 | 55 | Deuxième                    | ? | ? | ?     | ?                            |
| 1948-1949 | Generals d'Oshawa     | AHO  | 48 | 27 | 18 | 3 | 57 | Troisième                   | ? | ? | ?     | ?                            |
| 1949-1950 | Generals d'Oshawa     | AHO  | 48 | 12 | 34 | 2 | 26 | 9e et dernier               | - | - | -     | -                            |
| 1950-1951 | Hornets de Pittsburgh | LAH  | 71 | 31 | 33 | 7 | 69 | 3e de la Division Ouest     | 9 | 4 | 69,23 | Finaliste de la Coupe Calder |
| 1951-1952 | Stampeders de Calgary | PCHL | ?  | ?  | ?  | ? | ?  | Remplacé en cours de saison | - | - | -     | -                            |

## Transactions en carrière
- 8 mai 1934 : échangé aux Red Wings de Détroit par les Arrows de Philadelphie avec Irvin Boyd contre de l'argent.
- 11 octobre 1935 : échangé aux Americans de New York par les Red Wings contre de l'argent.
- 11 septembre 1943 : droits transférés aux Black Hawks de Chicago depuis les Americans lors du tirage spécial de dispersion.

## Trophées et honneurs personnels
- Ligue internationale de hockey
  - Champion de la LIH 1935 avec les Olympics de Détroit
- Ligue nationale de hockey
  - Gagnant du Trophée Hart 1942
  - Nommé dans la première équipe d'étoiles 1942
- Calgary National Defense Hockey League
  - Nommé dans la première équipe d'étoiles 1943
  - Nommé dans la deuxième équipe d'étoiles 1944